# Johann Heinrich Ludwig Bergius

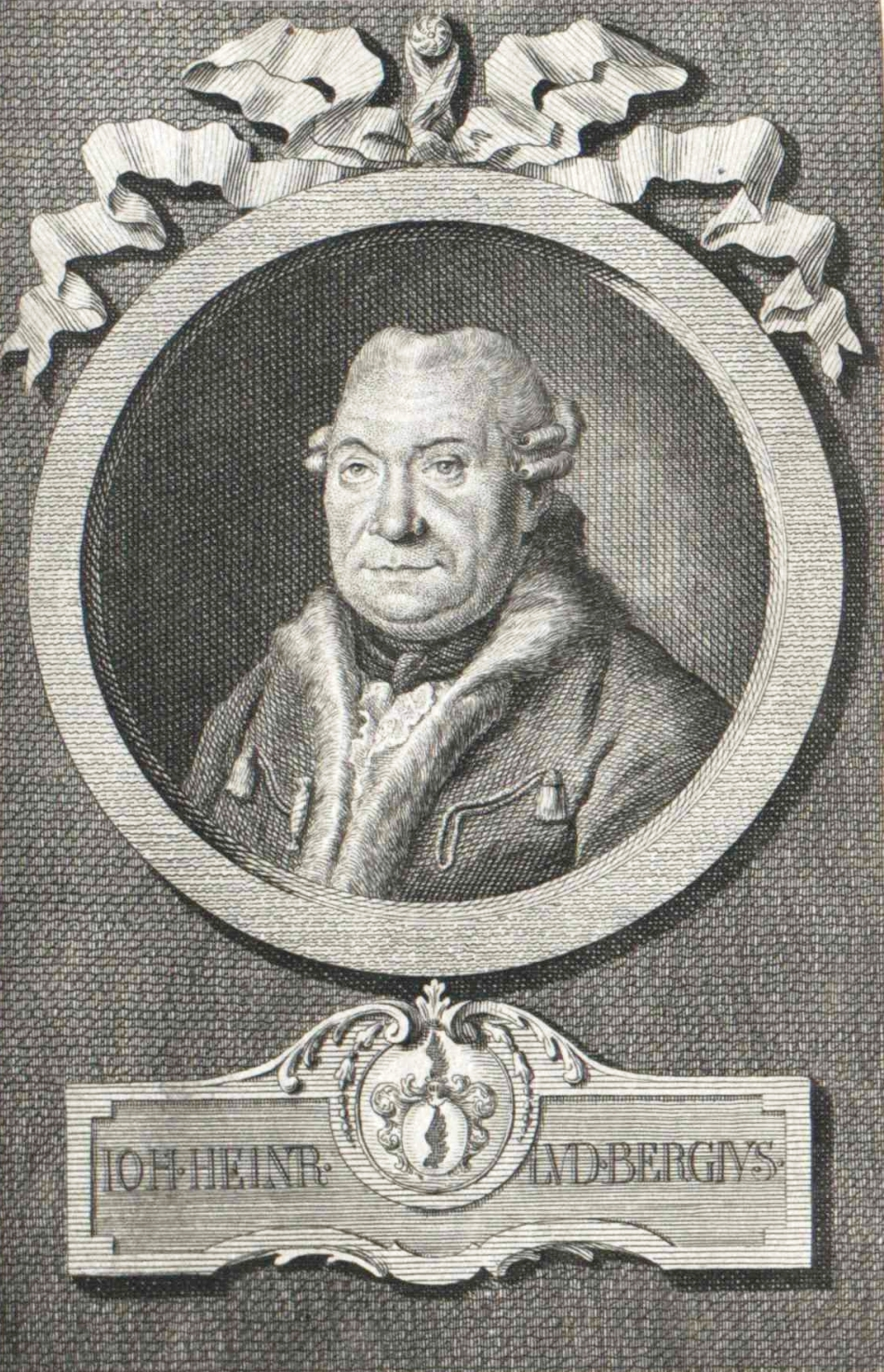
Johann Heinrich Ludwig Bergius, Stich von Johann Conrad Krüger

Johann Heinrich Ludwig Bergius (* 1718 in Laasphe; † 20. Juli 1781 in Wittgenstein) war ein deutscher Verwaltungswissenschaftler. Er war zuletzt gräflich Sayn-, Hohen- und Wittgensteinischer Hofkammer-Rat.

## Leben
Er entstammt einer alten pommerschen Familie, die einige Professoren hervorgebracht hat. Er war ein Urenkel des Theologen Johann Bergius. Seine Eltern waren Friedrich Bergius, Prediger in Küstrin, seine Mutter eine Tochter des Hofpredigers Canting in Stargard.
Er veröffentlichte viele Werke, die sich mit Ökonomie beschäftigen. Sein erstes Werk Kameralistenbibliothek, oder vollständigem Verzeichnisse derjenigen Bücher, Schriften und Abhandlungen, welche von dem Oekonomie-, Polizei-, Finanz- und Kameralwesen und verschiedenen damit verbundenen Wissenschaften auch von der dahin einschlagenden Rechtsgelehrsamkeit handeln erschien 1762 in Nürnberg. August Meitzen schreibt dazu: „Alle seine späteren Werke bilden im wesentlichen Ergänzungen zu demselben“. 